# Travian Smith
Travian Smith, född 26 augusti 1975 i Shepherd i Texas, är en amerikansk utövare av amerikansk fotboll (linebacker) som spelade för Oakland Raiders i NFL 1998–2004. Smith spelade collegefotboll för Oklahoma Sooners och han draftades 1998 av Oakland Raiders i femte omgången.